# Nadja Morgan
Nadja Morgan, coniugata Barthès (Washington, 6 agosto 1980), è un'ex cestista statunitense, professionista in Europa.

## Carriera
Ala-pivot di 187 cm, ha giocato con Priolo in Serie A1.